# Relations entre le Guyana et l'Inde
Les relations entre le Guyana et l'Inde font référence aux relations internationales qui existent entre la république coopérative du Guyana et la république de l'Inde. Les deux pays faisaient autrefois partie de l'Empire britannique. Il y a environ 300 000 citoyens guyaniens qui sont d'origine indienne. Les Indo-Guyaniens constituent le plus grand groupe ethnique du Guyana.
Depuis l'indépendance du Guyana en mai 1966, les relations entre l'Inde et le Guyana ont été cordiales. La cordialité dans les relations n'est pas affectée par les changements de gouvernement, que ce soit en Inde ou au Guyana. Indira Gandhi, le Premier ministre indien de l'époque, s'est rendu au Guyana en 1968, le Dr Shankar Dayal Sharma, le vice-président indien de l'époque, s'est rendu au Guyana en 1988 et Bhairon Singh Shekhawat, le vice-président indien de l'époque, a effectué une visite d'État au Guyana en 2006.

## Coopération économique
La coopération entre les deux pays en matière de partage d'expériences de développement passe principalement par le programme indien de coopération technique et économique (Indian Technical and Economic Cooperation Programme - ITEC), dans le cadre de laquelle quarante bourses sont accordées chaque année dans divers cours. En outre, certains experts sont également envoyés au Guyana de temps en temps sur demande dans des domaines d'activité spécifiques. Plusieurs autres bourses sont également offertes aux Guyaniens pour suivre des cours de longue durée, pour se familiariser avec l'Inde et pour apprendre la langue hindi en Inde,.
L'Inde a offert des facilités de crédit au Guyana pour qu'il les utilise dans des domaines convenus d'un commun accord, l'agriculture et les technologies de l'information, entre autres. Les entreprises indiennes ont également exprimé leur intérêt pour les biocarburants, l'énergie, les minéraux et les produits pharmaceutiques. Le chiffre d'affaires total du commerce reste faible, bien que la tendance soit positive.

## Relations culturelles
Le Centre culturel indien de Georgetown a été créé en 1972 dans le but de renforcer les relations culturelles et la compréhension mutuelle entre l'Inde et le Guyana et leurs peuples. Le centre organise régulièrement des cours de yoga et de danse (kathak). Le centre dispose d'un auditorium bien équipé où des événements culturels sont régulièrement organisés. Les enseignants et les étudiants participent à des événements organisés par la communauté locale à diverses occasions tout au long de l'année. Le centre dispose d'une bibliothèque avec des livres et des publications sur l'histoire, la littérature, l'art, la culture, la mythologie et les œuvres d'éminents chercheurs et auteurs,,.
Le cricket est un lien culturel important entre l'Inde et le Guyana. Avec l'avènement de la Premier League indienne, de nombreux joueurs guyaniens ont été engagés pour jouer en Inde.